# فهرست شخصیت‌های فامیلی گای

خانواده گریفن

این مقاله شامل شخصیت‌های خیالی مجموعه پویانمایی مرد خانواده می‌باشد.

## شخصیت‌های مکمل

### آنجلا
آنجلا سرپرست پیتر و اوپی در کارخانه آبجوسازی است.

### ببز پیوترشمیت
ببز همسر کارتر و مادر لوییس می‌باشد.

### بونی سوانسون
بونی همسر جو سوانسون است. او از ابتدا تا فصل هفتم باردار است. در فصل هفتم، دخترش سوزی به دنیا می‌آید.

### بروس
بروس یک شخصیت است که در چندین اپیزود ظاهر می‌شد و نام نداشت. سپس در یکی از قسمت‌ها نامش فاش شد. او با لهجه جنوبی صحبت می‌کند.

### کارل
کارل مدیر پمپ گاز شهر و خواربار فروشی کوهاگ می‌باشد.

### کارتر پیوترشمیت
کارتر همسر باربارا و پدر لوییس است.

### کلیولند براون جونیور
فرزند کلیولند براون می‌باشد.

### مرگ
مرگ یک اسکلت است که در برخی قسمت‌ها برای گرفتن جان انسان‌ها، ظاهر می‌شود. 

### دایان سیمونز
دایان سیمونز، مجری اخبار تلویزیون شهر کوهاگ می‌باشد.

### دکتر هارتمن
او پزشک بیمارستان شهر کوهاگ می‌باشد.

### فرانسیس گریفن
فرانسیس، پدر خوانده پیتر گریفن است.

### لورتا براون
همسر سابق کلیولند براون می‌باشد.

### مورت گولدمن
یک داروساز یهودی که همسایه خانواده گریفن است.

### جیلیان راسل
جیلیان دوست دختر بسیار زیبای برایان در فصل پنجم سریال بود.

### اولی ویلیامز
اولی ویلیامز گزارشگر آب و هوای تلویزیون می‌باشد.

### تام تاکر
تام تاکر، مجری اخبار تلویزیون کوهاگ می‌باشد.

### تریشیا تاکاناوا
او خبرنگار آسیایی تلویزیون کوهاگ می‌باشد.

### کانسواِلا
او پیرزنی نظافتچی است که با همه چیز مخالف و هر کاری را طبق خواسته خودش انجام میدهد همچنین او در بیشتر قسمت های سریال حضور دارد.